# کنت نفاریا
کنت نفاریا (به انگلیسی: Count Nefaria) یک شخصیت خیالی شرور بزرگ در کتاب‌های کامیک منتشر شده توسط مارول کامیکس است. این شخصیت توسط نویسنده استن لی و طراح دان هک خلق شده‌است و برای اولین بار در انتقام‌جویان شماره ۱۳ام (فوریه ۱۹۶۵) معرفی شد.
وی همچنین عضو گروه‌های خلافکارانه‌ای چون مجا، لژیون نازندگان، جوخه مرگ و لژیون مرگبار است.
جدا از کتاب‌های کامیک، شرکت مارول از کنت نفاریا در دیگر کالاهای خود از جمله پوشاک، اسباب‌بازی، ورق بازی، انیمیشن‌های تلویزیونی و بازی‌های رایانه‌ای استفاده کرده‌است.